# Tïmwr Rwdoselskïý
Tïmwr Evgen'yevïç Rwdoselskïý (in kazako Тимур Евгеньевич Рудосельский?; Almaty, 21 dicembre 1994) è un calciatore kazako, difensore del Jetisý.

## Caratteristiche tecniche
Difensore centrale, può giocare come terzino su entrambe le fasce.

## Palmarès

### Club

#### Competizioni nazionali
- Coppa del Kazakistan: 3

Qaýrat: 2014, 2015, 2017
- Supercoppa del Kazakistan: 2

Qaýrat: 2016, 2017